# Kinbergonuphis arctica
Kinbergonuphis arctica är en ringmaskart som först beskrevs av Annenkova 1946.  Kinbergonuphis arctica ingår i släktet Kinbergonuphis och familjen Onuphidae. Inga underarter finns listade i Catalogue of Life.